# 李律
李律（1986年12月2日—），台灣新生代女演員，演出過多部電視劇（尤其是公共電視台的人生劇展占了很大的比例）、電影及廣告。2009年以短片《天台》獲得第一屆「無名良品」最佳新人獎。 因射手座直來直往坦率的個性，有著「本格派女孩」的稱呼。父親為知名音樂創作人李壽全。曾參加過《痞子英雄》女主角甄選進入決賽。已於2015年暫時退出演藝圈。

## 個人生活
在家排行第二，有一位哥哥和一位妹妹。
剛從輔大畢業的李律（2011,06）正式進入演藝圈。廣告演戲加上主持節目，才剛正式起步的演藝生涯也有不錯的月收入。在沒拍戲的日子李律就會在咖啡店打工；認同打工對演戲方面有幫助。自認個性樂觀李律希望能參加喜劇片的演出。
番薯藤 Yam News文字新聞

## 表演風格
- 【寂寞芳心俱樂部】導演吳洛纓在文章《聽戲趣　李運慶、李律》說到:「李律演過很多公共電視，表演方式也是非常「公共電視」式的，當然這定義很模糊也很主觀，原則上是屬於冷冷的不好親近又隱藏著一種對這世界很有意見的態度，她所經驗的這種表演方式，常常會讓演員自我萎縮甚至自我閹割，彷彿自己的一切條件，就如同他們所不以為然的那個世界一樣，不值得存在。因此她在主流市場裡，會被視為一種很不錯但不好用的演員。」[5]

## 演出作品

### 電視劇
- 2015年 八大電視台 《徵婚啟事》  飾   寶羅學妹
- 2012年 公視人生劇展 《城市風裡的光~只是盡力想過好每一天》  飾   李心儀
- 2011年 公視人生劇展 《那一年曾做錯的事》  飾   怡慧
- 2010年 台視、三立 《倪亞達》飾 縱火女 佩佩 (第十七集)
- 2010年 公視人生劇展 《你在對我眨眼睛嗎》飾 表姊 (涂曉謙的表姊)
- 2008年 公視人生劇展 《今天，天空很藍三部曲》之三《曬棉被的好天氣》飾 學姊
- 2008年 公視人生劇展 《芭娜娜上路》飾 小愛
- 2006年 公視人生劇展 《望見童年三部曲》之《木頭人》飾 學姊 若穎
- 2006年 公視人生劇展 《望見童年三部曲》之《躲貓貓》(短片光之夏)[6]
- 2006年 公視人生劇展 《網路情書》

### 電影
- 2011年《與愛別離》飾 紀君美
- 2010年《茱麗葉》之〈該死的茱麗葉〉飾 綠茵 羅偉的同學
- 2008年《亂青春》飾 小步
- 2008年《渺渺》飾 專櫃小姐[7]

### 短片
- 2013年 自遊行UR free to go 微電影《愛未滿》（導演：林子平）飾 王佳惠[8]
- 2012年 Xperia Sony Tablet 微電影《Play or not》（導演：張榮吉）飾女主角
- 2011年 優酷網路短片《清蜜星體驗》女生版（導演：連奕琦）飾 巨蟹女 心如
- 2010年 優酷網路短片《清蜜星體驗》（導演：連奕琦）飾 巨蟹女 心如[9]
- 2009年《天台》（導演：許富翔）飾 李律
- 2009年《未遂》（導演：黃丹琪）飾 女孩[10]

### MV
- 2009年《荊棘裡的花》F.I.R
- 2009年《如煙》五月天
- 2007年《背叛》(禿頭版)

### 廣告
- 2011年 全家伯朗咖啡館 Let’s café (咖啡時光) [謝謝你不認識我篇]

### 舞台劇
- 2009年 誠品多媒體影音《寂寞芳心俱樂部》[11]

### 演唱
- 與魔幻力量合唱「私奔到月球2008」(《大開天窗 Always Open Your Heart 》專輯)
- 大愛劇場《春風伴我行》片尾曲「你是我的續集」[12]
- 《一千個春天》演唱會中與父親李壽全共同演唱民歌經典「張三的歌」[13]

## 主持
- MOMO親子台《momo玩玩樂》小綠姐姐
- 東風FUN音樂代班DJ（已停播）

| 節 目 日 期 | 節 目 來 賓 | 備 註  |
| 2011-10-26  |             | 代班DJ |
| 2011-10-19  |             | 代班DJ |
| 2011-10-05  |             | 代班DJ |
| 2011-09-28  |             | 代班DJ |
| 2011-09-21  |             | 代班DJ |
| 2011-09-14  |             | 代班DJ |
| 2011-08-31  |             | 代班DJ |

## 參加節目
- 2013-10-16 《國光幫幫忙》主題:硬漢2代來報到
- 2013-08-20 《康熙來了》主題:有個明星爸媽問題煩惱多
- 2011-07-30 《你猜你猜你猜猜猜》主題:明星第二代才藝大對決 （一鳴金人爭霸戰 單元）
- 2011-04-03 《陶子藝言堂》主題：明星第二代
- 2010-12-01 《SS小燕之夜》主題：當大人物的兒女真的不簡單
- 2010-11-12 《百萬小學堂》宣傳 電影《茱麗葉》[14]

### 錄影
- 2011-01-29 《綜藝大國民》國民搜查線單元 B隊小天使
- 2010-12-11 《綜藝大國民》國民搜查線單元 B隊小天使

## 獎項紀錄
- 輔大歌唱比賽 雙項冠軍 (合唱及獨唱) PS.合唱部分歌曲:窗外 (邱志宇合唱 )
- 2008年入圍97年第43屆電視金鐘獎－迷你劇集女配角獎 [15]
- 2009年以短片《天台》獲得第一屆「無名良品」最佳潛力新人獎
- 2012年第34屆金穗獎《那一年 曾做錯的事》最佳整體演出

## 軼事
- 於17、8歲高中畢業那年與父親於《一千個春天》演唱會同台，父親搞錯李律年齡說成19歲。[16]
- 李律入圍第43屆金鐘獎時，父親不顧上課時間一直打李律的手機，只為了第一個告知李律這個好消息。

## 外部連結
- 李律Facebook粉絲頁 （页面存档备份，存于）
- 李律在互联网电影资料库（IMDb）上的資料（英文）（英文）
- 在AllMovie上李律的頁面（英文）
- 李律在香港影庫上的簡介
- 李律在豆瓣上的资料（简体中文）
- 李律在时光网上的簡介（简体中文）